# 馬丁擬羊魚
馬丁擬羊魚（學名：Mulloidichthys martinicus）為輻鰭魚綱鱸形目鱸亞目鬚鯛科的其中一種，分布於西大西洋區，從美國佛羅里達州至巴西海域，棲息深度可達49公尺，本魚身體淡棕褐色，具有鮮明的黃色條紋，從眼睛到尾鰭，尾部黃色，背鰭硬棘9枚，背鰭軟條8枚，臀鰭硬棘2枚，臀鰭軟條6枚，體長可達24.5公分，棲息在礁石區，可作為食用魚。